# Campeonato Baiano de Futebol de 2023 - Segunda Divisão
A Segunda divisão do Campeonato Baiano de 2023 é a quinquagésima sétima edição desta competição futebolística organizada pela Federação Bahiana de Futebol (FBF). Essa edição contou com a participação de oito vencedores de competições estaduais masculinas profissionais, incluindo quatro campeões da primeira divisão.

## Participantes e regulamento
O regulamento da segunda divisão do Campeonato Baiano de 2023 será semelhante ao do ano anterior: numa primeira fase, os dez participantes se enfrentarão em turno único com pontos corridos. Os quatro primeiros colocados se qualificarão para as semifinais - disputadas em jogos de ida e volta. Os vencedores prosseguirão para a decisão, que será disputada em duas partidas, com o mando de campo da última partida para o clube com melhor campanha. O campeão e o vice garantem vaga na elite do futebol baiano em 2024. Já os dois últimos colocados estarão rebaixados para a Série C do Baianão. 
Em caso de empate entre duas ou mais equipes, serão adotados estes critérios de desempate:
1. Maior número de vitórias;
2. Maior saldo de gols;
3. Maior número de gols marcados;
4. Confronto direto;
5. Menor número de cartões vermelhos recebidos;
6. Menor número de cartões amarelos recebidos;
7. Sorteio.

Semifinal e Final são disputadas no sistema mata-mata em jogos de ida e volta. Em caso de empate entre duas ou mais equipes, serão adotados estes critérios de desempate:
1. Melhor saldo de gols no confronto;
2. Disputa de pênaltis.

A Federação Bahiana de Futebol recebeu dez inscrições para o torneio: Colo Colo, Fluminense de Feira, Galícia, Jacobina, Jequié, Juazeiro, Leônico, UNIRB, Vitória da Conquista e Grapiúna. Esse último (juntamente com o Atlético Universitário) havia sido rebaixado para a provável terceira divisão de 2023, mas com o prazo estava de inscrição do torneio se aproximando, a FBF decidiu aceitar a inscrição do clube, bem como a inscrição de clubes que na edição anterior não disputou, como o Colo Colo e o Leônico.

## Primeira fase
|  |                                          |
|  | Classificados para a Fase Final          |
|  | Rebaixados para Terceira Divisão de 2024 |

### Desempenho por rodada
Clubes que lideraram o grupo ao final de cada rodada:
| Rodadas | Rodadas | Rodadas | Rodadas | Rodadas | Rodadas | Rodadas | Rodadas | Rodadas |
| ------- | ------- | ------- | ------- | ------- | ------- | ------- | ------- | ------- |
| 1       | 2       | 3       | 4       | 5       | 6       | 7       | 8       | 9       |
| FLF     | GRA     | GRA     | GRA     | GRA     | FLF     | JEQ     | JEQ     | JAC     |

Clubes que ficaram na última posição do grupo ao final de cada rodada:
| Rodadas | Rodadas | Rodadas | Rodadas | Rodadas | Rodadas | Rodadas | Rodadas | Rodadas |
| ------- | ------- | ------- | ------- | ------- | ------- | ------- | ------- | ------- |
| 1       | 2       | 3       | 4       | 5       | 6       | 7       | 8       | 9       |
| LEO     |         |         |         |         |         |         |         |         |

## Jogos
Para ler-se a tabela, a linha horizontal representa os jogos da equipe como mandante. A coluna vertical indica os jogos da equipe como visitante.
| Jogos "clássicos" estão em negrito. | Vitória do mandante. | Vitória do visitante. | Empate. |

|                      | COL | FLF | GAL | GRA | JAC | JEQ | JUA | LEO | UNI | VCO |
| -------------------- | --- | --- | --- | --- | --- | --- | --- | --- | --- | --- |
| Colo Colo            | —   |     |     | 0–2 | 0–1 |     |     | 1–0 |     | 0–2 |
| Fluminense de Feira  | 1–0 | —   | 0–0 |     |     | 1–2 | 1–0 |     |     |     |
| Galícia              | 2–1 |     | —   | 0–0 |     | 0–0 | 2–2 |     |     |     |
| Grapiúna             |     | 0–0 |     | —   | 2–0 |     |     | 1–0 |     | 0–3 |
| Jacobina             |     | 1–0 | 3–1 |     | —   | 0–1 | 0–0 |     | 3–0 |     |
| Jequié               | 1–0 |     |     | 0–1 |     | —   | 1–0 | 3–0 | 1–1 |     |
| Juazeiro             | 0–0 |     |     | 1–2 |     |     | —   | 4–0 | 1–1 | 1–1 |
| Leônico              |     | 2–6 | 1–4 |     | 0–2 |     |     | —   |     | 0–3 |
| UNIRB                | 3–1 | 0–0 | 3–2 | 1–0 |     |     |     | 9–0 | —   |     |
| Vitória da Conquista |     | 0–0 | 1–1 |     | 2–2 | 3–2 |     |     | 1–1 | —   |

## Fase final
Em itálico, as equipes que possuem o mando de campo no primeiro jogo do confronto e em negrito, as equipes classificados.
|  | Semifinais 15 a 23 de julho | Semifinais 15 a 23 de julho | Semifinais 15 a 23 de julho | Semifinais 15 a 23 de julho |   |        | Final 30 de julho e 06 de agosto | Final 30 de julho e 06 de agosto | Final 30 de julho e 06 de agosto | Final 30 de julho e 06 de agosto |
|  |                             |                             |                             |                             |   |        |                                  |                                  |                                  |                                  |
|  | Grapiúna                    | 0                           | 0                           | 0                           |   |        |                                  |                                  |                                  |                                  |
|  | Jequié                      | 0                           | 2                           | 2                           |   |        |                                  |                                  |                                  |                                  |
|  | Jequié                      | 0                           | 2                           | 2                           |   | Jequié | 1                                | 1                                | 2                                |                                  |
|  |                             |                             |                             |                             |   | Jequié | 1                                | 1                                | 2                                |                                  |
|  |                             | Jacobina                    | 1                           | 0                           | 1 |        |                                  |                                  |                                  |                                  |
|  | Vitória da Conquista        | Jacobina                    | 1                           | 0                           | 1 | 2      | 0                                | 2                                |                                  |                                  |
|  | Vitória da Conquista        |                             |                             |                             |   | 2      | 0                                | 2                                |                                  |                                  |
|  | Jacobina                    | 1                           | 2                           | 3                           |   |        |                                  |                                  |                                  |                                  |

### Semifinais
Jogos de ida
| 15 de julho Ida | Grapiúna | 0 - 0          | Jequié | Ilhéus                                                                              |  |
| 15:00           |          | Súmula Borderô |        | Estádio: Mário Pessoa Público: 296 Renda: R$ 5 760,00 Árbitro: BA Diego Pombo Lopez |  |

| 16 de julho Ida | Vitória da Conquista               | 2 - 1          | Jacobina | Vitória da Conquista                                                                          |  |
| 15:00           | Hugo 25' (g.c) · Luiz Fernando 58' | Súmula Borderô | 1' Bruno | Estádio: Lomantão Público: 2 901 Renda: R$ 42 980,00 Árbitro: BA Wagner Francisco Silva Souza |  |

Jogos de volta
| 22 de julho Volta | Jequié                       | 2 - 0          | Grapiúna | Jequié                                                                                   |  |
| 15:00             | Kaynan 18' · Chaveirinho 27' | Súmula Borderô |          | Estádio: Waldomirão Público: 2 438 Renda: R$ 48 760,00 Árbitro: BA Marielson Alves Silva |  |

| 23 de julho Volta | Jacobina                   | 2 - 0          | Vitória da Conquista | Jacobina                                                                                              |  |
| 15:00             | Bruno Nunes 14' · Luan 19' | Súmula Borderô |                      | Estádio: José Rocha Público: 2 184 Renda: R$ 43 840,00 Árbitro: BA Emerson Ricardo de Almeida Andrade |  |

### Final
Jogos de ida
| 30 de julho Ida | Jacobina         | 1 - 1          | Jequié         | Jacobina                                                                                      |  |
| 15:00           | Fábio Orelha 50' | Súmula Borderô | Igor Badio 04' | Estádio: José Rocha Público: 2 184 Renda: R$ 43 840,00 Árbitro: BA Josué Reis de Jesus Júnior |  |

Jogos de volta
| 6 de agosto Volta | Jequié    | 1 - 0          | Jacobina | Jequié                                                                                               |  |
| 15:00             | Kaynan 1' | Súmula Borderô |          | Estádio: Waldomirão Público: 3 047 Renda: R$ 61 100,00 Árbitro: BA Ricarle Gustavo Gonçalves Batista |  |

## Premiação
| Campeonato Baiano de 2023   |
| --------------------------- |
| JEQUIÉ Campeão (3.º título) |

## Estatísticas

### Artilharia
| Gols | Jogador         | Equipe               |
| ---- | --------------- | -------------------- |
| 5    | Igor Bahia      | Galícia              |
| 4    | Bruno Nunes     | Jacobina             |
| 4    | Diego Ceará     | UNIRB                |
| 4    | Hugo Moura      | Vitória da Conquista |
| 4    | Maycon Alagoano | Juazeiro             |
| 4    | Palominha       | UNIRB                |

### Público
Maiores públicos
Estes são os dez maiores públicos do campeonato:
| Nº | Público | Mandante             | Placar | Visitante            | Estádio          | Data        | Rodada    | Ref.   |
| -- | ------- | -------------------- | ------ | -------------------- | ---------------- | ----------- | --------- | ------ |
| 1  | 3 047   | Jequié               | 1–0    | Jacobina             | Waldomirão       | 6 de agosto | Final     | [ 7 ]  |
| 2  | 2 901   | Vitória da Conquista | 2–1    | Jacobina             | Lomantão         | 16 de julho | Semifinal | [ 8 ]  |
| 3  | 2 637   | Vitória da Conquista | 3–2    | Jequié               | Lomantão         | 9 de julho  | 9ª        | [ 9 ]  |
| 4  | 2 438   | Jequié               | 2–0    | Grapiúna             | Waldomirão       | 22 de julho | Semifinal | [ 10 ] |
| 5  | 2 184   | Jacobina             | 2–0    | Vitória da Conquista | José Rocha       | 23 de julho | Semifinal | [ 11 ] |
| 5  | 2 184   | Jacobina             | 1–1    | Jequié               | José Rocha       | 30 de julho | Final     | [ 12 ] |
| 7  | 2 075   | Fluminense de Feira  | 1–0    | Juazeiro             | Joia da Princesa | 4 de junho  | 4ª        | [ 13 ] |
| 8  | 1 632   | Jacobina             | 1–0    | Fluminense de Feira  | José Rocha       | 9 de julho  | 9ª        | [ 14 ] |
| 9  | 1 330   | Fluminense de Feira  | 0–0    | Galícia              | Joia da Princesa | 2 de julho  | 7ª        | [ 15 ] |
| 10 | 1 175   | Fluminense de Feira  | 1–0    | Colo Colo            | Joia da Princesa | 18 de junho | 6ª        | [ 16 ] |

Menores públicos
Estes são os dez menores públicos do campeonato:
| Nº | Público | Mandante            | Placar | Visitante            | Estádio        | Data        | Rodada | Ref.   |
| -- | ------- | ------------------- | ------ | -------------------- | -------------- | ----------- | ------ | ------ |
| 1  | 3       | UNIRB               | 3–1    | Colo Colo            | Arena Cajueiro | 2 de julho  | 8ª     | [ 18 ] |
| 2  | 10      | Juazeiro            | 1–2    | Grapiúna             | Adautão        | 9 de julho  | 9ª     | [ 19 ] |
| 3  | 16      | UNIRB               | 9–0    | Leônico              | Arena Cajueiro | 9 de julho  | 9ª     | [ 21 ] |
| 4  | 34      | Grapiúna            | 0–3    | Vitória da Conquista | Ribeirão       | 2 de julho  | 8ª     | [ 22 ] |
| 5  | 35      | Grapiúna            | 1–0    | Leônico              | Ribeirão       | 21 de maio  | 2ª     | [ 23 ] |
| 6  | 38      | Juazeiro            | 4–0    | Leônico              | Adautão        | 11 de junho | 5ª     | [ 24 ] |
| 7  | 42      | Grapiúna            | 0–0    | Fluminense de Feira  | Ribeirão       | 10 de junho | 5ª     | [ 25 ] |
| 7  | 42      | Galícia             | 2–1    | Colo Colo            | Pituaçu        | 9 de julho  | 9ª     | [ 26 ] |
| 9  | 46      | Fluminense de Feira | 1–2    | Jequié               | Pituaçu        | 17 de maio  | 2ª     | [ 28 ] |
| 9  | 46      | UNIRB               | 1–0    | Grapiúna             | Carneirão      | 18 de junho | 6ª     | [ 29 ] |

Médias de público
Estas são as médias de público dos clubes no campeonato. Considera-se apenas os jogos da equipe como mandante e o público pagante:
| Pos.  | Equipe               | Média | Total  | Mandos | Maior | Menor |
| ----- | -------------------- | ----- | ------ | ------ | ----- | ----- |
| 1     | Vitória da Conquista | 1 384 | 8 302  | 6      | 2 901 | 475   |
| 2     | Jequié               | 1 321 | 9 249  | 7      | 3 047 | 422   |
| 3     | Jacobina             | 1 221 | 8 544  | 7      | 2 184 | 582   |
| 4     | Fluminense de Feira  | 1 157 | 4 626  | 4      | 2 075 | 46    |
| 5     | Colo Colo            | 519   | 2 075  | 4      | 1 104 | 229   |
| 6     | Galícia              | 106   | 422    | 4      | 136   | 42    |
| 7     | UNIRB                | 100   | 500    | 5      | 379   | 3     |
| 8     | Grapiúna             | 94    | 471    | 5      | 296   | 34    |
| 9     | Leônico              | 86    | 345    | 4      | 100   | 66    |
| 10    | Juazeiro             | 51    | 257    | 5      | 82    | 10    |
| Total | Total                | 684   | 34 894 | 51     | 3 047 | 3     |